# 彼得大帝半身像
彼得大帝半身像（Busta Petra Velikého）位于捷克卡罗维发利 彼得高地（Petrově výšině）的森林。它创建于1877年，作者是布拉格雕塑家汤姆·亚什·塞顿（Tomáš Seidan）。
1958年5月3日，纪念碑公布为捷克文化古迹，编号24844/4-897.

## 历史
沙皇彼得大帝曾两次来到卡罗维发利，是在1711年和1712年。1712年9月24日他第一次来到，治疗奏效，因此沙皇在第二年10月19日再次来到。他在1712年第二次访问期间，会见了德国哲学家莱布尼茨。他们讨论了考虑俄罗斯与奥地利双方结盟，对抗法国的可能性。沙皇签署了一项法令，授予莱布尼茨俄罗斯秘密司法委员的称号，年薪1000塔勒。莱布尼茨帮助俄罗斯发展学习、艺术和文化科学。。